# جوزيف-أدولف ريتشارد
جوزيف-أدولف ريتشارد هو سياسي كندي، ولد في 14 فبراير 1887 في Centre-du-Québec ‏ في كندا، وتوفي في 12 يوليو 1964. نشط حزبياً في الحزب الليبرالي الكندي. وقد انتخب عضو مجلس العموم الكندي.